# Jamie Reid (calciatore)
James Tyrrell Reid (Torquay, 15 luglio 1994) è un calciatore nordirlandese con cittadinanza inglese, attaccante dello Stevenage.

## Biografia
Nato in Inghilterra, ha origini nordirlandese tramite la nonna materna.

## Carriera

### Club
Il 13 luglio 2021 è stato acquistato dallo Stevenage.

### Nazionale
Dopo avere giocato nella nazionale nordirlandese under-21, il 14 marzo 2024 è stato convocato per la prima volta in nazionale maggiore, con cui ha esordito otto giorni dopo nell'amichevole pareggiata per 1-1 in casa della Romania, in cui ha realizzato il gol del momentaneo vantaggio della sua squadra.

## Statistiche

### Presenze e reti nei club
Statistiche aggiornate al 4 dicembre 2024.
| Stagione           | Squadra            | Campionato         | Campionato | Campionato | Coppe nazionali | Coppe nazionali | Coppe nazionali | Coppe continentali | Coppe continentali | Coppe continentali | Altre coppe | Altre coppe | Altre coppe | Totale | Totale |
| Stagione           | Squadra            | Comp               | Pres       | Reti       | Comp            | Pres            | Reti            | Comp               | Pres               | Reti               | Comp        | Pres        | Reti        | Pres   | Reti   |
| ------------------ | ------------------ | ------------------ | ---------- | ---------- | --------------- | --------------- | --------------- | ------------------ | ------------------ | ------------------ | ----------- | ----------- | ----------- | ------ | ------ |
| lug.-ago. 2012     | Exeter City        | LT                 | 0          | 0          | FACup+CdL       | 0               | 0               |                    | -                  | -                  |             | -           | -           | 4      | 2      |
| ago.-nov. 2012     | Dorchester Town    | CLS                | 12         | 3          | FACup+CdL       | 1+0             | 0               |                    | -                  | -                  |             | -           | -           | 13     | 3      |
| dic. 2012-2013     | Exeter City        | LT                 | 4          | 2          | FACup+CdL       | 0               | 0               |                    | -                  | -                  |             |             |             | 4      | 2      |
| 2013-2014          | Exeter City        | LT                 | 6          | 0          | FACup+CdL       | 0+1             | 0               |                    | -                  | -                  | EFL         | 1           | 0           | 8      | 0      |
| 2014-gen. 2015     | Exeter City        | LT                 | 0          | 0          | FACup+CdL       | 0               | 0               |                    | -                  | -                  |             | -           | -           | 0      | 0      |
| gen.-feb. 2015     | Weymouth           | ?                  | 12         | 3          |                 | -               | -               |                    | -                  | -                  |             | -           | -           | 12+    | 3+     |
| feb.-mar. 2015     | Torquay Utd        | NL                 | 2          | 0          |                 | -               | -               |                    | -                  | -                  |             | -           | -           | 2      | 0      |
| mar-lug. 2015      | Exeter City        | LT                 | 0          | 0          | FACup+CdL       | 0               | 0               |                    | -                  | -                  |             | -           | -           | 0      | 0      |
| set.-nov. 2015     | Truro City         | NLS                | 5          | 3          |                 | -               | -               |                    | -                  | -                  |             | -           | -           | 5      | 3      |
| nov. 2015-2016     | Exeter City        | LT                 | 13         | 1          | FACup+CdL       | 2+0             | 0               |                    | -                  | -                  | EFL         | 1           | 0           | 16     | 1      |
| Totale Exeter City | Totale Exeter City | Totale Exeter City | 23         | 3          |                 | 3               | 0               |                    | -                  | -                  |             | 2           | 0           | 28     | 3      |
| 2016-2017          | Torquay Utd        | NL                 | 46         | 4          | FACup           | 0               | 0               |                    | -                  | -                  |             | -           | -           | 46     | 4      |
| 2017-2018          | Torquay Utd        | NL                 | 41         | 6          | FACup           | 1               | 0               |                    | -                  | -                  |             | -           | -           | 42     | 7      |
| 2018-2019          | Torquay Utd        | NL                 | 42         | 29         | FACup           | 4               | 2               |                    | -                  | -                  |             | -           | -           | 46     | 31     |
| 2019-2020          | Torquay Utd        | NL                 | 32         | 18         | FACup           | 2               | 1               |                    | -                  | -                  |             | -           | -           | 34     | 19     |
| Totale Exeter City | Totale Exeter City | Totale Exeter City | 163        | 57         |                 | 7               | 3               |                    | -                  | -                  |             | -           | -           | 170    | 64     |
| 2020-2021          | Mansfield Town     | LT                 | 39         | 6          | FACup+CdL       | 2+1             | 0               |                    |                    |                    | EFL         | 3           | 1           | 45     | 7      |
| 2021-2022          | Stevenage          | LT                 | 38         | 7          | FACup+CdL       | 3+2             | 1+1             |                    |                    |                    | EFL         | 4           | 1           | 47     | 10     |
| 2022-2023          | Stevenage          | LT                 | 45         | 10         | FACup+CdL       | 4+2             | 3+1             |                    |                    |                    | EFL         | 4           | 0           | 55     | 14     |
| 2023-2024          | Stevenage          | LO                 | 42         | 18         | FACup+CdL       | 4+2             | 3+0             |                    |                    |                    | EFL         | 2           | 1           | 50     | 22     |
| 2024-2025          | Stevenage          | LO                 | 13         | 1          | FACup+CdL       | 1+0             | 1+1             |                    |                    |                    |             | -           | -           | 14     | 3      |
| Totale Stevenage   | Totale Stevenage   | Totale Stevenage   | 138        | 36         |                 | 18              | 11              |                    | -                  | -                  |             | 10          | 3           | 166    | 50     |
| Totale carriera    | Totale carriera    | Totale carriera    | 392        | 111        |                 | 29              | 14              |                    | -                  | -                  |             | 15          | 3           | 432    | 132    |

### Cronologia presenze e reti in nazionale
| Cronologia completa delle presenze e delle reti in nazionale ― Irlanda del Nord | Cronologia completa delle presenze e delle reti in nazionale ― Irlanda del Nord | Cronologia completa delle presenze e delle reti in nazionale ― Irlanda del Nord | Cronologia completa delle presenze e delle reti in nazionale ― Irlanda del Nord | Cronologia completa delle presenze e delle reti in nazionale ― Irlanda del Nord | Cronologia completa delle presenze e delle reti in nazionale ― Irlanda del Nord | Cronologia completa delle presenze e delle reti in nazionale ― Irlanda del Nord | Cronologia completa delle presenze e delle reti in nazionale ― Irlanda del Nord |
| Data                                                                            | Città                                                                           | In casa                                                                         | Risultato                                                                       | Ospiti                                                                          | Competizione                                                                    | Reti                                                                            | Note                                                                            |
| ------------------------------------------------------------------------------- | ------------------------------------------------------------------------------- | ------------------------------------------------------------------------------- | ------------------------------------------------------------------------------- | ------------------------------------------------------------------------------- | ------------------------------------------------------------------------------- | ------------------------------------------------------------------------------- | ------------------------------------------------------------------------------- |
| 22-3-2024                                                                       | Bucarest                                                                        | Romania                                                                         | 1 – 1                                                                           | Irlanda del Nord                                                                | Amichevole                                                                      | 1                                                                               | 71’                                                                             |
| 26-3-2024                                                                       | Glasgow                                                                         | Scozia                                                                          | 0 – 1                                                                           | Irlanda del Nord                                                                | Amichevole                                                                      | -                                                                               | 57’                                                                             |
| 8-6-2024                                                                        | Palma di Maiorca                                                                | Spagna                                                                          | 5 – 1                                                                           | Irlanda del Nord                                                                | Amichevole                                                                      | -                                                                               | 66’                                                                             |
| 11-6-2024                                                                       | Murcia                                                                          | Irlanda del Nord                                                                | 2 – 0                                                                           | Andorra                                                                         | Amichevole                                                                      | -                                                                               | 60’                                                                             |
| 12-10-2024                                                                      | Zalaegerszeg                                                                    | Bielorussia                                                                     | 0 – 0                                                                           | Irlanda del Nord                                                                | UEFA Nations League 2024-2025 - 1º turno                                        | -                                                                               | 76’                                                                             |
| 15-10-2024                                                                      | Belfast                                                                         | Irlanda del Nord                                                                | 5 – 0                                                                           | Bulgaria                                                                        | UEFA Nations League 2024-2025 - 1º turno                                        | -                                                                               | 74’                                                                             |
| 15-11-2024                                                                      | Belfast                                                                         | Irlanda del Nord                                                                | 2 – 0                                                                           | Bielorussia                                                                     | UEFA Nations League 2024-2025 - 1º turno                                        | -                                                                               | 75’                                                                             |
| 18-11-2024                                                                      | Lussemburgo                                                                     | Lussemburgo                                                                     | 2 – 2                                                                           | Irlanda del Nord                                                                | UEFA Nations League 2024-2025 - 1º turno                                        | -                                                                               | 76’                                                                             |
| Totale                                                                          |                                                                                 | Presenze                                                                        | 8                                                                               |                                                                                 | Reti                                                                            | 1                                                                               |                                                                                 |